# Seniorat hontianski
Seniorat hontianski (słow. Hontiansky seniorát) – jeden z senioratów Dystryktu Zachodniego  Ewangelickiego Kościoła Augsburskiego Wyznania na Słowacji z siedzibą w Krupinie. Na seniorat składają się 26 zborów z 7.226 członkami.
W jego skład wchodzą zbory: Babiná, Baďan, Bańska Szczawnica, Cerovo (powiat Krupina), Čelovce, Dačov Lom, Devičie, Drážovce, Drienovo, Dudince, Hodruša-Hámre, Hontianske Moravce, Hontianske Tesáre − Dvorníky, Kráľovce-Krnišov, Krupina, Ladzany, Lišov, Pliešovce, Prenčov, Rykynčice, Sása, Sazdice, Sucháň, Šahy, Terany, Žibritov.